# Chiesa di Santa Maria Assunta (Predaia)
La chiesa di Santa Maria Assunta è la parrocchiale di Smarano, frazione del comune sparso di Predaia, in provincia e arcidiocesi di Trento; fa parte della zona pastorale delle Valli del Noce.

## Storia
La prima citazione della pieve smaranese risale al 1272 ed è da ricercare nell'elenco delle pievi dell'arcipresbiterato d'Anaunia, mentre la dedicazione alla Vergine Maria è attestata per la prima volta nel 1309.
Un incendio distrusse nel 1407 la chiesa, che venne allora riedificata in stile gotico e poi consacrata dal vescovo ausiliare di Trento Vitale; di questo edificio sopravvive un'arcata, inglobata nella parrocchiale settecentesca.

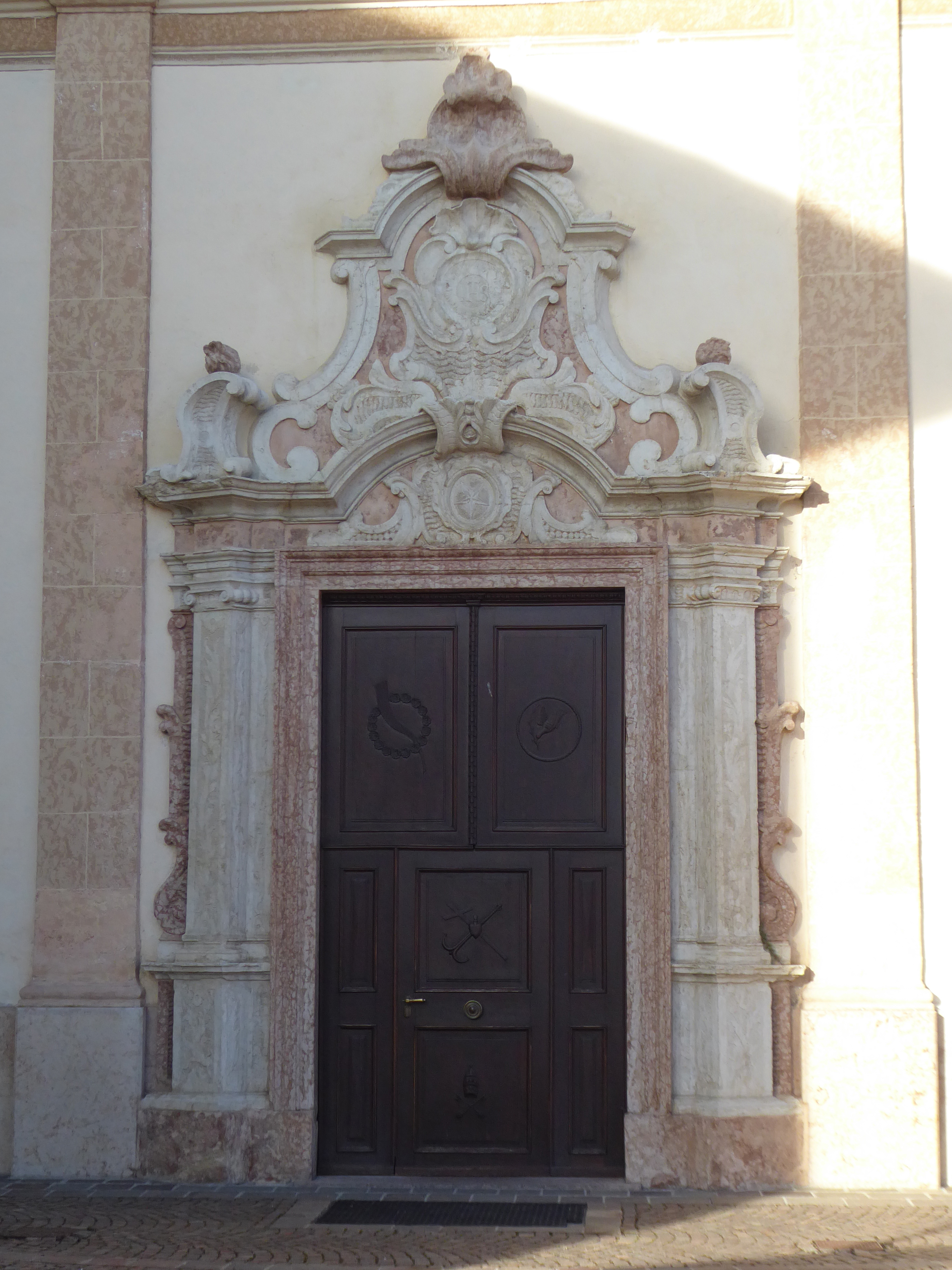
Il portale d'ingresso

Dalla relazione della visita pastorale del 1579 s'apprende che all'interno della pieve avevano sede quattro altari, ovvero quello maggiore, intitolato all'Assunzione di Maria, e quelli laterali dedicati a san Giovanni Battista, a sant'Antonio e a santa Caterina; quest'ultimo nel 1616, dopo un rifacimento, venne reintitolato alla Beata Vergine del Rosario.
Poco dopo la metà del XVIII secolo, in seguito a un nuovo e devastante incendio, su iniziativa dell'allora parroco don Lorenzo Dal Ponte, si decise di costruire una nuova chiesa più grande. Il progetto venne affidato all'architetto Pietro Bianchi e la prima pietra dell'erigendo edificio fu posta nel 1759; la struttura venne terminata nel 1762 e nella relazione della visita del 1766 essa è definita "perfetta". La consacrazione fu impartita il 5 settembre 1825 dal vescovo Francesco Saverio Luschin.
Il 10 settembre 1868 un grave incendio danneggiò la chiesa, il cui tetto venne distrutto; in breve tempo la struttura fu completamente ripristinata e durante il restauro, ultimato nel 1869, vennero leggermente innalzati i muri.
Tra il 1906 e il 1912 furono realizzate due nicchie nella facciata volte a ospitare le statue ritraenti l'Angelo custode e la Beata Vergine Assunta; nel 1922 vennero realizzate le nuove decorazione della chiesa da Metodio Ottolini, Giovanni Fasana e Giuseppe Dallabarba e furono installate nella torre quattro nuove campane fuse dalla ditta lombarda Ottolina.
Nel 1950 fu condotto un intervento per eliminare le infiltrazioni d'acqua, mentre tra quel decennio e il successivo vennero eseguiti ulteriori lavori di risistemazione.
Nel 1982 una folgore cadde sulla torre campanaria, provocando danni non solo ad essa, ma pure l'impianto termico e quello audio; in pochi mesi si provvide a risistemare il tutto.

## Descrizione

### Esterno
La facciata della chiesa, suddivisa in tre registri da due cornici modanate, è tripartita da quattro lesene poggianti sul basamento in pietra rosa; nell'ordine inferiore si apre il portale, caratterizzato dalla cimasa di forma mistilinea; quello intermedio presenta due nicchie laterali e un finestrone centrale; infine quello superiore è semplicemente coronato dai due spioventi. 

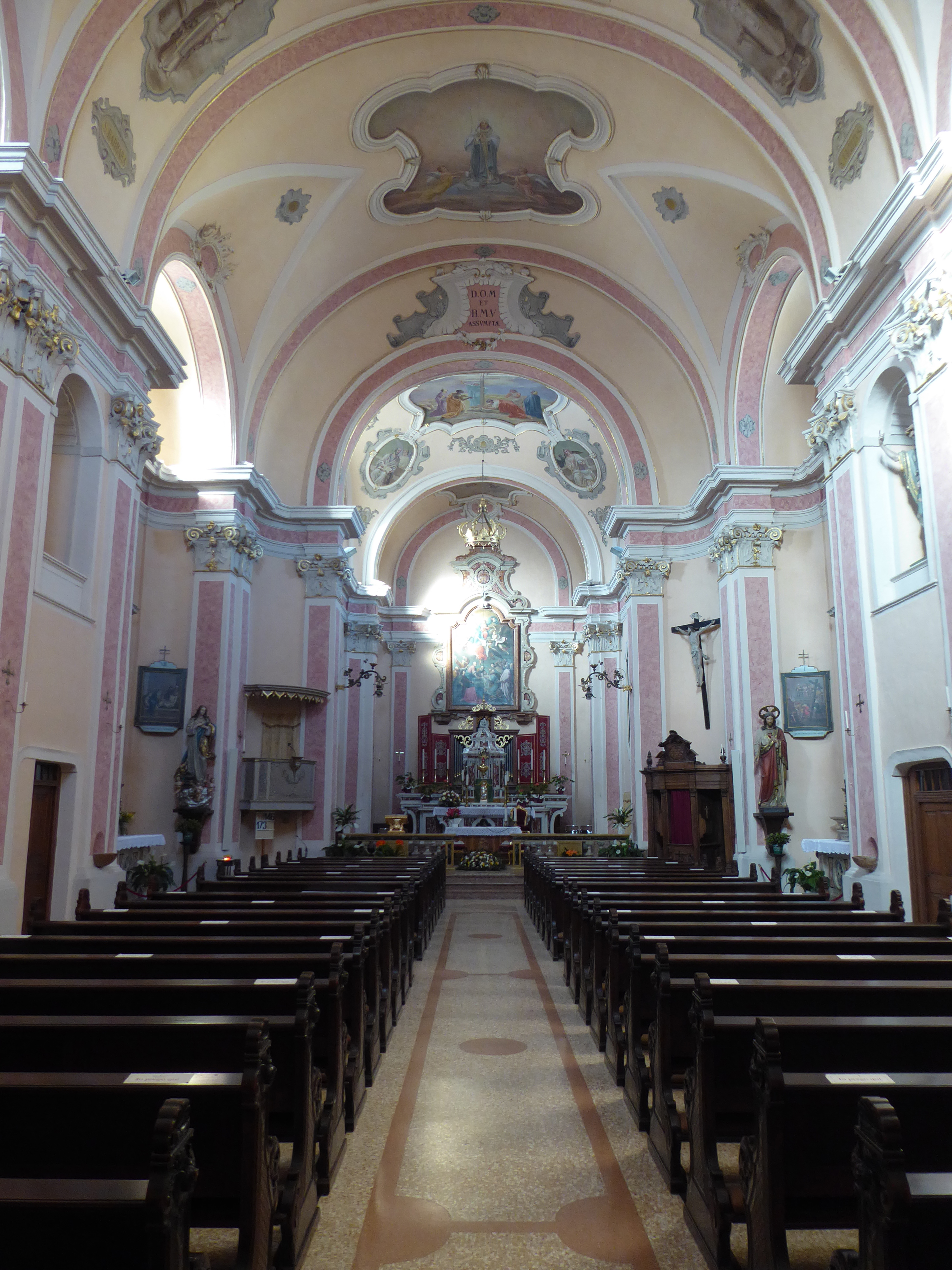
L'interno

Accanto alla chiesa s'erge il campanile a base quadrata, intonacato e suddiviso da cornici a marcapiano; la cella campanaria è composta da due ordini, quello inferiore caratterizzato da bifore e quello superiore da trifore. La torre è coronata dalla cuspide e da quattro piccoli frontoni al cui interno s'aprono delle monofore.

### Interno
L'interno dell'edificio si compone di una sola navata, le cui pareti sono scandite da lesene e sulla quale si affacciano le cappelle laterali e gli sfondati ospitanti gli accessi secondari, l'armadio dei gonfaloni e il fonte battesimale; al termine dell'aula si sviluppa il presbiterio di forma rettangolare, sopraelevato di tre scalini e concluso dell'abside, anch'essa a pianta rettangolare.
Opere di pregio qui conservate sono la Via Crucis, realizzata dal cavalesano Antonio Francesco Vanzo, la pala avente come soggetto la Beata Vergine Assunta, di scuola veneta, e i cinque marmorei altari, costruiti nel 1764.

## Organo
L'organo venne costruito dall'organaro Glauco Ghilardi di Lucca nel 1992. Lo strumento nelle sue caratteristiche foniche e tecniche si ispira a modelli fiamminghi e della Germania del Nord del secolo XVI e XVII. Nel 2005 l'organo ricevette un estenso restauro durante il quale venne aggiunto un nuovo registro ad ancia (Dulzian 8").